# Matthieu Androdias
Matthieu Androdias (født 11. juni 1990) er en fransk roer, som specialiserer sig i dobbeltfirer. 
Under sommer-OL 2012 i London repræsenterede han Frankrig, der han blev nummer 10.
Under Sommer-OL 2020 i Tokyo som blev arrangert i 2021, vandt han guld i dobbeltsculler.